# Fabio Fabiani (1974)
Fabio Fabiani (Ravenna, 13 oktober 1974) is een Italiaans autocoureur.

## Carrière
Fabiani nam vroeger deel in de motorsport op nationaal en internationaal niveau, totdat hij overstapte naar de autosport in 2005. Hij nam deel aan het ETCC in 2007 en 2008, waarbij hij de Superproductieklasse won in 2008. In de race op Imola maakte hij in 2009 zijn WTCC-debuut.